# 1551
Évszázadok: 15. század – 16. század – 17. század
Évtizedek: 1500-as évek – 1510-es évek – 1520-as évek – 1530-as évek – 1540-es évek – 1550-es évek – 1560-as évek – 1570-es évek – 1580-as évek – 1590-es évek – 1600-as évek
Évek: 1546 – 1547 – 1548 – 1549 –  1550 – 1551 – 1552 – 1553 – 1554 – 1555 – 1556

## Események

### Határozott dátumú események
- február 3. – Megkezdődnek a tárgyalások Erdély jövőjéről I. Ferdinánd és Fráter György képviselői között Bihardiószegen.[1]
- július 19. – Izabella királyné – fia nevében is – Gyulafehérvárott aláírja az 1549. évi nyírbátori megállapodáson alapuló szerződést.[2]
- május 1. – Az ismét megnyílt trienti zsinaton a francia püspökök nem vesznek részt, viszont három protestáns fejedelem és hat város is elküldte követeit.[3]
- július 21. – Fráter György átadja Giambattista Castaldónak a Szent Koronát, amit Bécsbe szállítanak.[2]
- szeptember 1. – II. János lemond és Ferdinánd Fráter Györgyre bízza Erdély kormányzását.[2]
- október 8. – Török kézre kerül Lippa, melyet november 18-án felszabadítanak.[2]
- október 12. – Ferdinánd ajánlására Frater György megkapja a bíborosi kinevezést III. Gyula pápától.[4]
- október 16. – A törökök megostromolják Temesvárt.[5]
- december 17. – Castaldo császári tábornok parancsára alvinci kastélyában meggyilkolják Martinuzzi György bíborost, Erdély helytartóját.[6]

### Határozatlan dátumú események
- július – A Szinán pasa és Turgut reisz vezette törökök Málta sikertelen megtámadása után elfoglalják Gozo szigetét, lakosságát (mintegy 5000 főt) Líbiába hurcolják. Ugyanebben az évben elfoglalják Tripoli erődjét is.
- nyár – Ferdinánd, mintegy 6 000–7 000 fősre tehető zsoldoshadsereggel Erdélybe küldi Gianbattista Castaldo őrgrófot, hogy a nevében átvegye a keleti tartomány fölötti hatalmat.[6]

## Születések
- március 21. – Mária Anna bajor hercegnő, osztrák főhercegné, Belső-Ausztria hercegnéje († 1608)
- május 2. – William Camden angol történész, heraldikus († 1623)
- szeptember 19. – III. Henrik francia király († 1589)
- október 8. – Giulio Caccini itáliai zeneszerző († 1618)
- az év folyamán –
  - Szuhay István nyitrai püspök, kalocsai érsek († 1608)
  - II. Gázi Giráj krími kán († 1608)

## Halálozások
- január 13. – Kecsethy Márton, volt veszprémi püspök
- december 17. – Fráter György bíboros, esztergomi érsek[6] (* 1482)